# 廖彩彤
廖彩彤（1986年1月21日—），马来西亚政治人物，民主行动党妇女组组织秘书兼柔佛州组织秘书，现任柔佛州议会柔佛再也州议员。曾经担任已故奥斯曼沙比安和沙鲁丁嘉马州政府的妇女发展及旅游事务委员会主席、行动党社青团副团长、青少年发展局主任，以及行动党柔佛州宣传秘书。

## 个人背景
廖彩彤父亲为客家人而母亲则是潮州人。

## 政治生涯

### 柔佛再也州议员（2013年至今）
2013年3月20日，马来西亚第13届选举候选人提名，首度上阵柔佛再也州议席，成为行动党是最年轻的候选人。2013年马来西亚大选，在党的委托下成功以“小刀锯大树”的姿态，以1460的多数票，击退连任两届柔佛再也州议员的陈书北，成为行动党上一届大选中最年轻的人民代议士。年仅27岁的他，是继张念群和冯宝君后，第三个首度上阵大选最年轻的女候选人。

#### 柔佛州行政议员（2018年至2020年）
2018年5月16日 , 正式宣誓柔佛州行政议员，并且出任州内妇女发展及旅游事务，并且也是柔佛州首位华裔女行政议员。2019年4月22日，宣誓就职柔佛州旅游、妇女发展、家庭与社会发展行政议员。

## 政党职务
民主行动党社会主义青年团
- 行动党社青团青少年发展局主任（2012年至2015年）

- 行动党社青团副团长（2015年至2021年）[5]

民主行动党柔佛州委会
2021年5月2日，担任民主行动党柔佛州宣传秘书。2024年10月6日，出任民主行动党柔佛州组织秘书，宣传秘书一职由黄勃扬接任。
民主行动党妇女组
2023年9月9日，担任民主行动党妇女组组织秘书。

## 选举成绩
| 年份 | 选区         | 候选人 | 候选人               | 得票数 | 得票率 | 竞选对手               | 竞选对手           | 得票数 | 得票率 | 总票数 | 多数票 | 投票率 |
| ---- | ------------ | ------ | -------------------- | ------ | ------ | ---------------------- | ------------------ | ------ | ------ | ------ | ------ | ------ |
| 2013 | N42 柔佛再也 |        | 廖彩彤（民主行动党） | 22,879 | 51.44% |                        | 陈书北（马华公会） | 21,419 | 48.16% | 45,562 | 1,460  | 88.22% |
| 2013 | N42 柔佛再也 |        | 廖彩彤（民主行动党） | 22,879 | 51.44% | 方荣华（独立人士）     | 177                | 0.40%  |        | 45,562 | 1,460  | 88.22% |
| 2018 | N42 柔佛再也 |        | 廖彩彤（民主行动党） | 32,342 | 62.53% |                        | 陈书北（马华公会） | 16,777 | 32.44% | 52,645 | 15,565 | 86.19% |
| 2018 | N42 柔佛再也 |        | 廖彩彤（民主行动党） | 32,342 | 62.53% | 古慕达拉曼（伊斯兰党） | 2,605              | 5.04%  |        | 52,645 | 15,565 | 86.19% |
| 2022 | N42 柔佛再也 |        | 廖彩彤（民主行动党） | 19,782 | 41.74% |                        | 陈珊珊（马华公会） | 17,860 | 37.68% | 47,397 | 1,922  | 51.58% |
| 2022 | N42 柔佛再也 |        | 廖彩彤（民主行动党） | 19,782 | 41.74% | 瞿庆圣（民政党）       | 8,307              | 17.52% |        | 47,397 | 1,922  | 51.58% |
| 2022 | N42 柔佛再也 |        | 廖彩彤（民主行动党） | 19,782 | 41.74% | 曾杏阶（人民复兴党）   | 1,448              | 3.06%  |        | 47,397 | 1,922  | 51.58% |